# Борис Кадийски
Борис Георгиев Кадийски е български скулптор.

## Биография
Борис Кадийски е роден на 14 ноември 1914 г. в Пазарджик. През 1941 г. завършва Национална художествена академия. Специалност Скулптура при професор Иван Лазаров. След това е асистент в Национална художествена академия и скулптор Главно управление на пътищата. Член на Съюз на българските художници от 1949 г.
Работи предимно областта на монументалната скулптура и парковата декоративна пластика. Работи в ателието си до смъртта си през 2009 г.

## Творби
Кадийски работи композиции, портрети и монументална скулптура.
Създател е на монументалните творби:
- Паметникът на българските воини в с. Димитриево, Пазарджишко (1942)
- Паметник на загиналите през септември 1923, Малко Търново (1962)
- Паметник на Съветската армия в Плевен (1954) в съавторство с Анастас Дудулов
- Паметник на капитан дядо Никола в Габрово (1966), в съавторство с Димо Лучиянов
- Паметник на Трудовак (на пътя Панчарево – Самоков, 1970)
- Паметник на Петко Страшника (Тетевен, 1973)
- Бюст-паметник на Георги Бенковски (в с. Рибарица, Тетевенско)
- Бюст-паметник на Александър Стамболийски (в с. Славовица, Пазарджишко)
- Фигура на руски богатир (на пътя Хвойна – Смолян)
- Фигура на Гроздоберка (Габрово)
- Сеносъбирачка – камък 3 м (край пътя Пампорово – Смолян, 1970)
- Паметник на воинът на хан Аспарух (1974, на пътя Плиска – Варна)

Както и на много други портретни бюстове и малки пластики.